# Anton Georg Martin

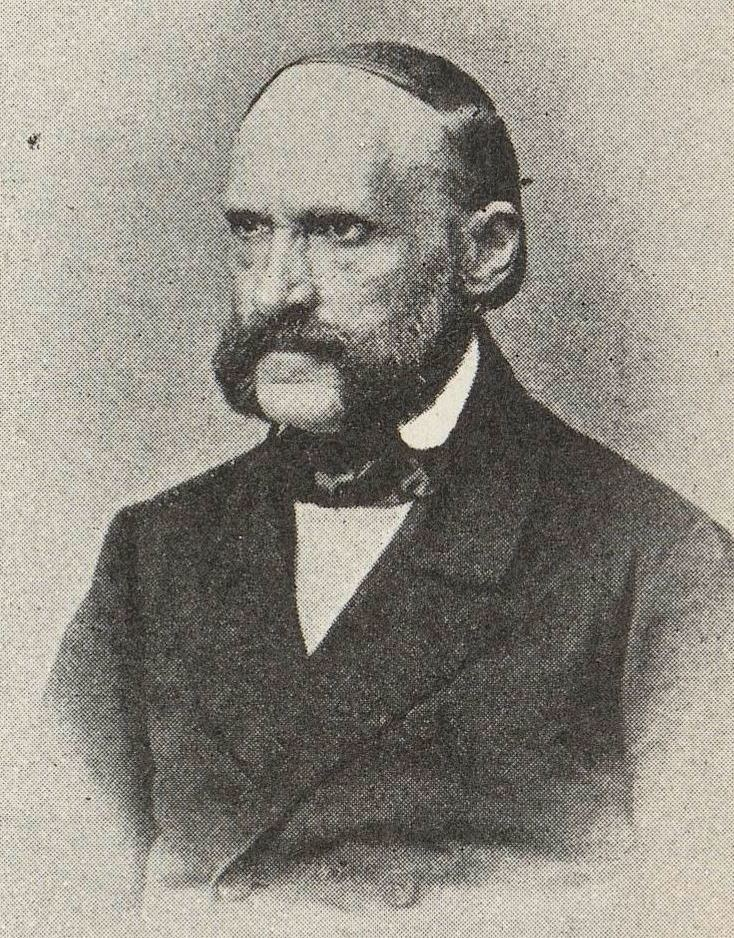
Porträt Anton Martin (1812–1882)

Anton Georg Martin (geb. vor dem 8. März 1812 in Wien; gest. 21. August 1882 in  Baden bei Wien) war ein österreichischer Fotograf, Bibliothekar, Physiker und Techniker.

## Lebensweg

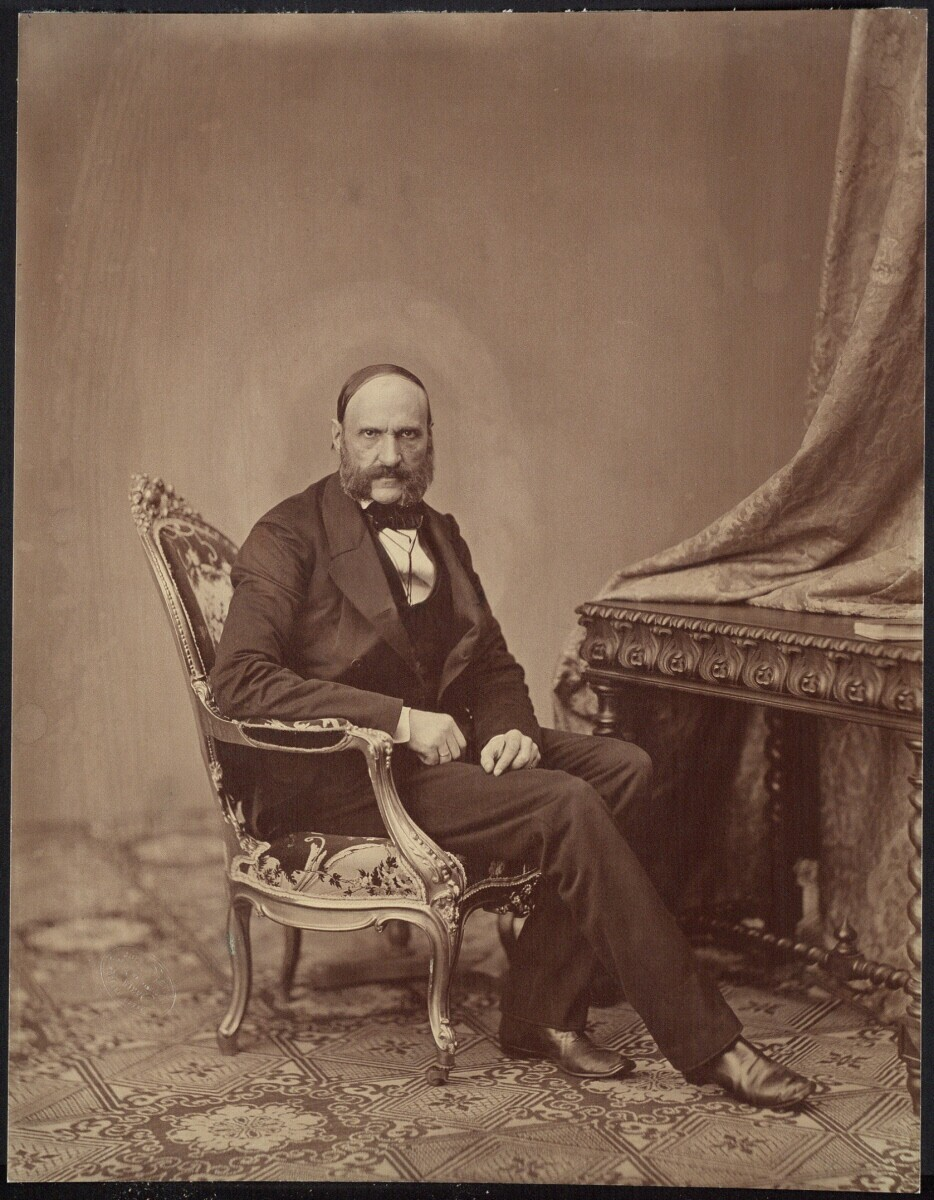
Anton Georg Martin, aufgenommen 1864 von Julius Leth (1829–1903)

Anton Martin stammte aus einer Wiener Beamtenfamilie; sein Vater Ignaz Martin war kaiserlicher Hofballmeister, seine Mutter hieß Theresia Herbert.
Martin besuchte das Gymnasium der Piaristen in seiner Heimatstadt Wien. Nach seiner Ausbildung am Piaristenkonvikt war er zunächst als Hofmeister tätig; anschließend studierte er Physik am Wiener Polytechnischen Institut. Von 1836 bis 1839 war er Assistent seines Lehrers Johann Philipp Neumann am Lehrstuhl für Physik am Polytechnischen Institut; er war dort unter Neumanns Leitung mit dem Aufbau einer Fachbibliothek betraut. 1839 wurde Martin Bibliothekar und blieb es 37 Jahre lang. Am Polytechnischen Institut in Wien (der heutigen Technischen Universität) hat Martin den Bibliotheksbestand grundlegend neu strukturiert. Die von ihm entwickelte Sachsystematik wurde von vielen technischen Lehranstalten in Europa übernommen.
1839 veröffentlichte Louis Daguerre das von ihm entwickelte erste fotografische Verfahren, die Daguerreotypie. Wegen der geringen Lichtempfindlichkeit der verwendeten versilberten Trägerplatten konnte sein Verfahren jedoch zunächst nicht zur Aufnahme von Porträts oder von bewegten Bildern verwendet werden. Entscheidende Verbesserungen wie die Erhöhung der Lichtempfindlichkeit der Daguerreotypie-Platten, die mathematische Berechnung des ersten Porträt-Objektivs mit einer speziell dafür entwickelten Kamera sowie die Entwicklung eines Ätzprozesses, der sich als erste Reproduktionsmethode für Daguerreotypien erweisen sollte, wurden bereits um 1840 in Wien gemacht.
Schon sehr bald nach Bekanntwerden von Daguerres Erfindung begann Martin auf Anregung des Mathematikers und Physikers Andreas von Ettingshausen (1796–1878) und Direktors des Polytechnischen Instituts, Johann Joseph von Prechtl (1778–1854), mit fotografischen Verfahren zu experimentieren.

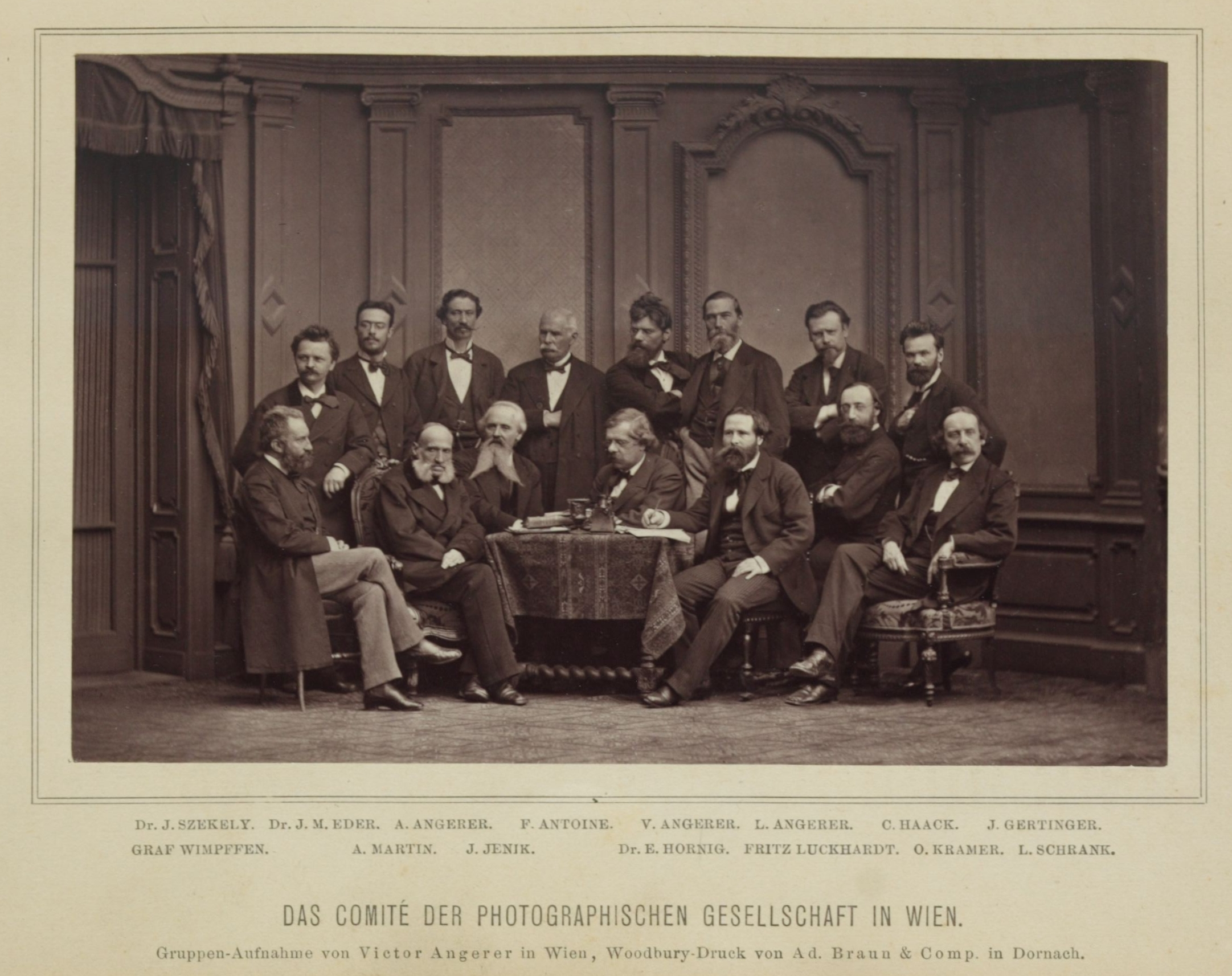
Das Comité der Photographischen Gesellschaft in Wien 1877, Gruppenfoto von Victor Angerer

Anton Martin war Mitbegründer der „Fürstenhofrunde“, eines Gesprächskreises, dem unter anderem Andreas von Ettinghausen, Josef Maximilian Petzval, Joseph Berres, Franz Kratochwilla, Johann August Natterer und dessen Bruder Josef Franz Natterer, Peter Wilhelm Friedrich von Voigtländer und Erwin Waidele angehörten. Die „Fürstenhofrunde“, die bis 1848 bestand, förderte die Einführung und den Aufschwung der Fotografie in Österreich. Der Optiker Wenzel Prokesch konstruierte eine kleine Camera obscura, mit der Martin versuchte, Gebäude zu fotografieren. Im Sommer 1840 glückten ihm Porträtfotos mit einem Objektiv, das auf Anregung von Ettingshausens von Petzval berechnet und von Voigtländer hergestellt worden war. Mit einem Empfehlungsschreiben des österreichischen Diplomaten Klemens Wenzel Lothar von Metternich versehen, unternahm Martin 1840/41 als fahrender Daguerreotypist eine Reise über das tschechische Karlsbad nach Dresden, wo er unter anderem Porträtfotos des sächsischen Königs Friedrich August II. aufnahm.
Nachdem Martin im Herbst 1841 nach Wien zurückgekehrt war, widmete er sich der wissenschaftlichen Erforschung der Fotografie, darunter auch fotografischer Spezialverfahren wie der Galvanoplastik und der Email-Fotografie (eingebrannte fotografische Schmelzfarbenbilder). Dabei erkannte Martin frühzeitig in der von William Henry Fox Talbot entwickelten Fotografie auf Papier (Talbotypie) die zukunftsweisende Lösung, die die Fotografie auf Metallplatten (Daguerreotypie) bald ablösen sollte.
1842 wurde Martin Kustos der Bibliothek des Polytechnischen Instituts und Nachfolger Neumanns auf dem Lehrstuhl für Physik. Im selben Jahr wurde er ordentliches Mitglied des Niederösterreichischen Gewerbevereins, ein Jahr später Komiteemitglied und stellvertretender Sekretär der Abteilung für Physik. Martin trat auch in die Redaktion des Allgemeinen Wiener polytechnischen Journals ein, das sein Freund Wilhelm Schwarz, der spätere Freiherr von Schwarz-Senborn und Generaldirektor der Wiener Weltausstellung 1873, initiiert hatte. Von 1849 bis 1854 leitete Martin dessen Redaktion.
Martin veröffentlichte 1846 das Repertorium der Photographie, das als erstes deutschsprachiges Lehrbuch der Fotografie gilt. Zu Martins Verdiensten zählt es, erstmals im deutschen Sprachraum die damals bekannten Verfahren der Papier-Fotografie Kalotypie in einem detaillierten Kompendium zusammengestellt und erklärt zu haben. Martin befasste sich daneben aber auch weiter mit Daguerreotypie: 1848 veröffentlichte Martin eine Übersicht über Literatur der Photographie auf Metall und eine Vollständige Anleitung zur Photographie auf Metall nebst den neuesten Fortschritten der Photographie auf Papier. Im Jahr 1851 erschien eine zweite, von 134 auf 370 Seiten stark erweiterte Auflage von Martins Repertorium unter dem Titel Handbuch der Photographie oder Vollständige Anleitung zur Erzeugung von Lichtbildern auf Metall, Papier und auf Glas, Daguerreotypie, Talbotypie, Niepcetypie, in der Martin viele Aspekte der Fotografie von der Fotochemie bis zur Kolorierung von Fotos abhandelte. In der 4. Auflage von 1854 (Handbuch der gesamten Photographie) widmet er dem neuen Kollodium-Verfahren große Aufmerksamkeit. In der 6. Auflage (1865) präsentiert Martin auf über 500 Seiten die Ergebnisse seiner Forschungen: „Handbuch der gesamten Photographie, mit bes. Berücksichtigung ihres Verhältnisses zur Wissenschaft, zur Kunst und zum Gesetz. Sechste, vollständig neu bearb. Auflage, enthaltend: Die neuesten photographischen Methoden, die Email- und Porzellanbilder-Fabrikation, die Mikrotypie, die Vergrößerungs-Photographie, Stereoskopie, Phototypie, Photolithographie und die Uransalzbilder oder die Wothlytypie“.
Von 1846 bis 1856 arbeitete der Fotograf Andreas Groll als Laborant bei Martin am Polytechnischen Institut in Wien, bevor Groll im Jahr 1857 ein Fotoatelier in Wien eröffnete, das sich auf Architekturfotografie spezialisierte.
Am 22. März 1861 wurde in den Räumen der Akademie der Wissenschaften die „Photographische Gesellschaft in Wien“ (PhG) gegründet, die erste Fotografenvereinigung im deutschsprachigen Raum. Martin wurde zu deren erstem Präsidenten gewählt; er war von 1861 bis 1865 und von 1868 bis 1870 Präsident der PhG. Franz Lukas war Sekretär der PhG. Vereinsorgan wurde die von Carl Joseph Kreutzer herausgegebene Zeitschrift für Fotografie und Stereoskopie (8 Bände, 1860–64), danach, ab 1864, die von Ludwig Schrank in Zusammenarbeit mit der Firma Oscar Kramer herausgegebene Photographische Correspondenz.
Viel Interesse fand die am 17. Mai 1864 von Anton Martin und Franz Lukas im Dreherschen Palais am Opernring eröffnete erste fotografische Ausstellung in Wien.
Martin, der gut Englisch und Französisch sprach, übersetzte 1866 das französischsprachige Werk Traité d’optique photographique des belgischen Fotopioniers Désiré van Monckhoven (1834–1882) ins Deutsche.
Martin engagierte sich auch für den Schutz der Urheberrechte an Fotografien; in einer Petition an das österreichische Parlament forderte er eine gesetzliche Regelung, die unberechtigte Vervielfältigung von Fotografien verbietet.
In der anlässlich der Wiener Weltausstellung 1873 publizierten Geschichte der Photographie in Österreich von 1839 bis 1873 erhob Martin zum ersten Mal die Forderung nach einer Lehranstalt für Fotografie, die 1878 durch die Ausbildungsstätte an der Gewerbeschule in Salzburg und 1888 durch die Gründung der Graphischen Lehr- und Versuchsanstalt in Wien erfüllt wurde.
Nach Abschluss der Weltausstellung 1873, an der Martin sich beteiligt hatte, wurde er mit dem Titel eines kaiserlichen Rats ausgezeichnet. Nach seiner Versetzung in den Ruhestand im Jahr 1881 wurde er zum Regierungsrat ernannt. Martin beschäftigte sich im Ruhestand mit Mikro- und Astrofotografie. Ein Nervenleiden und die Gicht behinderten jedoch Martins Forschungstätigkeit zunehmend. Er verstarb während eines Kuraufenthalts in Baden bei Wien. Seinem Willen entsprechend wurde sein wissenschaftlicher Nachlass nach seinem Tode vernichtet.

## Werke von Anton Martin
- „Repertorium der Photographie“, 1. Vollständige Anleitung zur Photographie auf Papier, 2. Literatur der Photographie auf Metall, von A. Martin, k.k. Custos an der Bibliothek des polytechnischen Institutes, Wien, Gerold, 1846, VIII, 134 S., https://www.digitale-sammlungen.de/de/view/bsb10431153?page=1 Münchener Digitalisierungs-Zentrum (MDZ), Digitale Bibliothek
- „Literatur der Photographie auf Metall“, 1848
- „Vollständige Anleitung zur Photographie auf Metall nebst den neuesten Fortschritten der Photographie auf Papier“, 1848
- „Handbuch der Photographie oder Vollständige Anleitung zur Erzeugung von Lichtbildern auf Metall, Papier und auf Glas, Daguerreotypie, Talbotypie, Niepcetypie“, 1851, 370 Seiten
- „Handbuch der gesamten Photographie“, 1854
- „Handbuch der gesamten Photographie, mit bes. Berücksichtigung ihres Verhältnisses zur Wissenschaft, zur Kunst und zum Gesetz. Sechste, vollständig neu bearb. Auflage, enthaltend: Die neuesten photographischen Methoden, die Email- und Porzellanbilder-Fabrikation, die Mikrotypie, die Vergrößerungs-Photographie, Stereoskopie, Phototypie, Photolithographie und die Uransalzbilder oder die Wothlytypie“, 1865, über 500 Seiten
- „Geschichte der Photographie in Österreich von 1839 bis 1873“, Wien 1873